# Tanyurer
Tanyurer (tiếng Nga: Танюрер) là một sông tại khu tự trị Chukotka ở Viễn Đông Nga,là một chi lưu tả ngạn của sông Anadyr. Sông có chiều dài 482 km và diện tích lưu vực là 18.500 km². Sông chảy theo hướng nam từ dãy núi Pekulney và chảy qua các vùng dân cư thưa thớt của Chukotka. Sông hợp lưu vào Anadyr tại hạ du và là chi lưu lớn nhất của sông này.